# Nimm von uns, Herr, du treuer Gott, BWV 101
Nimm von uns, Herr du treuer Gott, BWV 101 (Allunya de nosaltres, Senyor, Déu fidel), és una cantata religiosa de Johann Sebastian Bach per al desè diumenge després de la Trinitat, estrenada a Leipzig el 13 d'agost de 1724.

## Origen i context
L'autor desconegut aprofita l'himne de Martin Moller (1584) escrit amb motiu de l'epidèmia de pesta present en aquella època, que és una glosa del text llatí Aufer inmensan, Deus, aufer iram. La primera i l'última estrofa són, literalment, el primer i darrer número de la cantata; les altres estrofes s'usen de manera més lliure per als recitatius, números 3 i 5, i les àries. El text, molt dramàtic, té una clara relació amb l'evangeli del dia Lluc (19, 41-48), que anuncia la destrucció de Jerusalem i narra l'Expulsió dels mercaders del Temple. Per a aquest diumenge es conserven altres dues cantates, la BWV 46 i la  BWV 102.

## Anàlisi
Obra escrita per a soprano, contralt, tenor, baix i cor; cornetto, tres trombons, flauta travessera, dos oboès, oboe da caccia, corda i baix continu. Consta de set números.
1. Cor: Nimm von uns, Herr du treuer Gott (Allunya de nosaltres, Senyor, Déu fidel)
2. Ària (tenor): Handle nicht nach deinen Rechten (No ens tractis segons la teva llei)
3. Coral i recitatiu (soprano): Ach! Herr Gott, durch die Treue dein (Ah! Senyor, fes pel teu amor)
4. Ària (baix): Warum will du so zornig sein? (Perquè treus foc pels queixals?)
5. Coral i recitatiu (tenor): Die Sünd hat uns verderbet sehr (El pecat ens ha envilit fora mida)
6. Ària, duet (soprano i contralt): Gedenk an Jesu bittern Tod!  (Recorda l'amarga mort de Jesús!)
7. Coral: Leit uns mit deiner rechten Hand (Mena’ns amb la teva mà recta i justa)

El cor inicial, és una variació polifònica sobre la melodia del coral, la del “Pare nostre” de Luter de 1539 en aquest cas, com és habitual en les cantates corals; de fet, és un motet sobre cantus firmus, disposició una mica arcaica en aquell moment. Els sopranos són doblats pel cornetto i la flauta, i les altres veus pel trombó.
El número 2, l'ària de tenor, és l'únic número de la cantata que no fa ús de la melodia del coral; la veu va acompanyada dels pizzicatos del violoncel i el violí, però en la versió del dia de l'estrena ho estava per la flauta. En el número 3, el continu introdueix la melodia del coral i dona pas al soprano que canta la resta del text amb la intercalació de comentaris en forma de recitatiu. L'ària de baix, número 4, de gran força, quasi apocalíptica, la veu i el sorprenent trio d'oboès citen successivament el coral, passant d'un tempo vivace a un d'andante. A l'ària de tenor, número 5, que és una rèplica completa del recitatiu anterior, li segueix l'última ària, en què un duet de soprano i contralt per un costat i un de la flauta i l'oboè da caccia per l'altre, s'intercanvien els temes, sempre relacionats amb el coral, a ritme de siciliana. En el número final, amb una disposició polifònica sòbria, es torna a cantar la melodia original del “Pare Nostre”. Té una durada aproximada d'uns vint-i-cinc minuts.

## Discografia seleccionada
- J.S. Bach: Das Kantatenwerk. Sacred Cantatas Vol. 6. Nikolaus Harnoncourt, Tölzer Knabenchor (Gerard Schmidt-Gaden, director), Concentus Musicus Wien, Wilhelm Wiedl (solista del cor), Paul Esswood, Kurt Equiluz, Philippe Huttenlocher. (Teldec), 1994.
- J.S. Bach: The complete live recordings from the Bach Cantata Pilgrimage. CD 36: Dom, Braunschweig; 27 d'agost de 2000. John Eliot Gardiner, Monteverdi Choir, English Baroque Soloists, Joanne Lunn, Daniel Taylor, Christoph Genz, Gotthold Schwarz. (Soli Deo Gloria), 2013.
- J.S. Bach: Complete Cantatas Vol. 10. Ton Koopman, Amsterdam Baroque Orchestra & Choir, Caroline Stam, Michael Chance, Paul Agnew, Klaus Merens. (Challenge Classics), 2005.
- J.S. Bach: Cantatas Vol. 31. Masaaki Suzuki, Bach Collegium Japan, Yukari Nonoshita, Robin BLaze, Gerd Türk, Peter Kooij. (BIS), 2006.
- J.S. Bach: Church Cantatas Vol. 32. Helmuth Rilling, Gächinger Kantorei, Bach-Collegium Stuttgart, Arleen Augér, Helen Watts, Aldo Baldin, John Bröcheler. (Hänssler), 1999.